# Jacinto Vera (Montevideo)
Jacinto Vera és un barri del centre de Montevideo, Uruguai. Limita amb els barris de La Figurita a l'oest, Brazo Oriental i Bolívar al nord, Larrañaga a l'est i La Comercial al sud.
Alberga l'ex-escola militar, actualment un Comand de l'Armada. Sobre la vora nord-est del barri hi ha una plaça sobre la qual el Bulevar Artigas gira en 90 graus i on es troba un conegut monument a la memòria de l'ex-president Luis Batlle Berres.
El barri deu el seu nom al primer bisbe de Montevideo, Mon. Jacinto Vera y Durán.

## Imatges

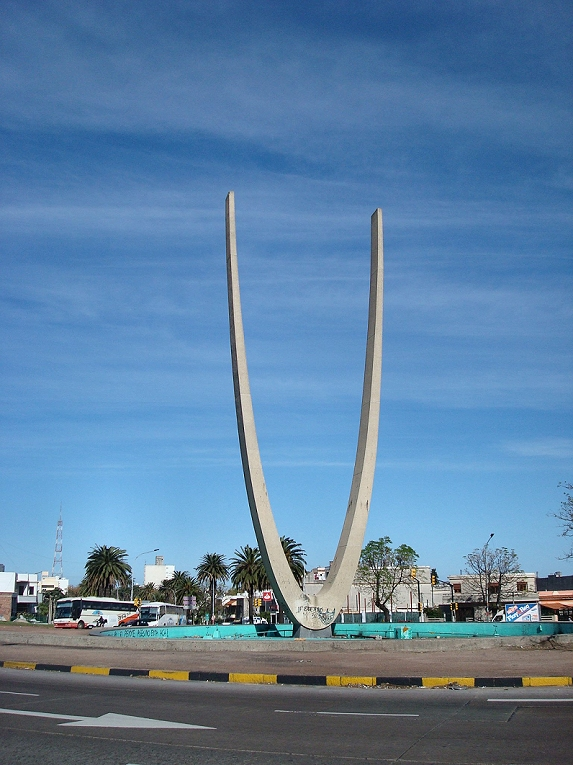
Monument a Luis Batlle Berres.
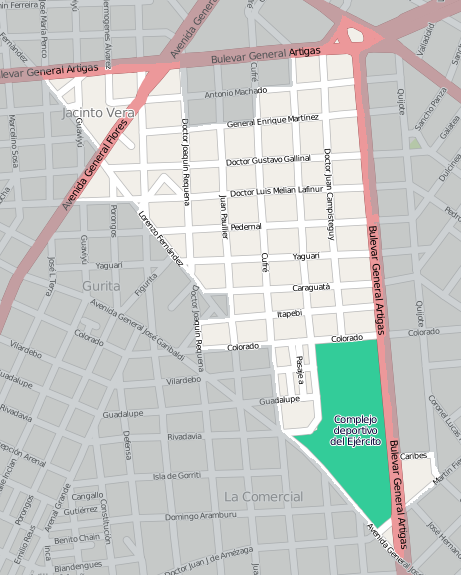
Mapa del barri.